# Symphony Masses: Ho Drakon Ho Megas
Symphony Masses: Ho Drakon Ho Megas – wydany w 1993 r. trzeci studyjny album szwedzkiego zespołu Therion.

## Opis albumu
Ho Drakon Ho Megas znaczy w klasycznej grece Wielki Smok. Fraza ta jest zwykle używana pod koniec ceremonii przy zaklęciach w magicznej organizacji Dragon Rouge, której Christofer Johnsson, lider zespołu jest członkiem.
Album ten jest uważany za najbardziej eksperymentalny spośród wszystkich albumów Theriona – tradycjonalne deathmetalowe brzmienie współgra z muzyką industrialną, perską i arabską, oraz heavy metalem lat 80. Teksty zostały napisane w językach: angielskim, enochiańskim, egipskim i hebrajskim. Zostały oficjalnie opublikowane jedynie do czterech utworów: „Baal Reginon”, „Dark Princess Naamah”, „Powerdance” oraz „Procreation of Eternity”.
Album był nagrywany w Montezuma Studio w latach 1992 i 1993. Został wydany ponownie w roku 2000 jako część box-setu The Early Chapters of Revelation. Lista utworów pozostała niezmieniona.

## Okładka
Ilustrację do okładki  wykonał Kristian Wåhlin; zdjęcia i design – Mikael P. Eriksson.

## Lista utworów
1. „Baal Reginon” – 2:11
2. „Dark Princess Naamah” – 4:18
3. „A Black Rose (Covered With Tears, Blood and Ice)” – 4:01
4. „Symphoni Drakonis Inferni” – 2:33
5. „Dawn of Perishness” – 5:51
6. „The Eye of Eclipse” – 5:01
7. „The Ritualdance of the Yezidis” – 2:08
8. „Powerdance” – 3:06
9. „Procreation of Eternity” – 4:05
10. „Ho Drakon Ho Megas” – 4:19

Act 1: „The Dragon Throne” – 1:26
Act 2: „Fire and Ecstasy” – 2:53

### Wersja japońska
Wersja japońska zawiera trzy utwory bonusowe:
- „Enter the Voids” – 4:18
- „Beyond Sanctorum” (demo) – 6:07
- „Symphony of the Dead” (demo) – 2:31

### Inne wersje
Istnieje również wydana w 500 kopiach wersja bez drugiej części utworu „Ho Drakon Ho Megas”.

## Twórcy albumu
- Christofer Johnsson – wokal, gitara, instrumenty klawiszowe
- Magnus Barthelsson – gitara
- Andreas Wallan Wahl – gitara basowa
- Piotr Wawrzeniuk – perkusja